# جامعة كلاغنفورت
جامعة كلاغنفورت [[إنج|University of Klagenfurt]] هي جامعة بحثية نمساوية وإحدى أكبر مؤسسات التعليم العالي في الدولة. لديها حرمها الجامعي في كلاغنفورت .
تأسست الجامعة عام 1970م، وهي تحتوي على كليات العلوم الإنسانية والإدارة والاقتصاد والعلوم التقنية والدراسات متعددة التخصصات. وقد صنفت بين أفضل 150 جامعة ناشئة في جميع أنحاء العالم (أقل من 50 عامًا) في تصنيفات جامعة كيو إس العالمية . 
حددت الجامعة مجالين من مجالات التميز البحثي، وهما النظم الشبكية المستقلة والبيئة الاجتماعية، حتى عام 2018 نقلا إلى جامعة علوم الحياة في فيينا، مع وجود ثلاثة منح من مجلس البحوث الأوروبي ERC . وستطلق مبادرة جديدة للتميز بمسمى الناس في حياة الأرقام، وذلك عام 2019.
كما تستضيف عددًا من المرافق المركزية مثل معهد روبرت موسيل منظم مشارك لجائزة باخمان، وكارل بوبر كوليج معهد الدراسات المتقدمة، والمركز الثقافي الجامعي، والبناء، ومركز تسهيل وتشغيل الشركات، ومركز الجامعة الرياضي، ومكتبة جامعة كلاغنفورت.
أوليفر فيتوش، عالم نفسي إدراكي وعضو هيئة تدريس سابق بجامعة فيينا ومعهد ماكس بلانك للتنمية البشرية في برلين، هو نائب رئيس الجامعة. لاريسا كرينر ترأس مجلس الشيوخ الأكاديمي، ويرنر ووتشر رئيس مجلس الجامعة.
تقع جامعة كلاغنفورت على بعد 30 كم من السلوفينية و60 كم من الحدود الإيطالية، ويدعم ثنائية اللغة وتعدد اللغات، وخاصة في سياق الأقلية السلوفينية في كارينثيا. جنبا إلى جنب مع جامعة بوزن-بولزانو الحرة (إيطاليا) وجامعة فريبورغ (سويسرا)، فهي من بين الجامعات الثلاث في أقصى الجنوب الناطق باللغة الألمانية.

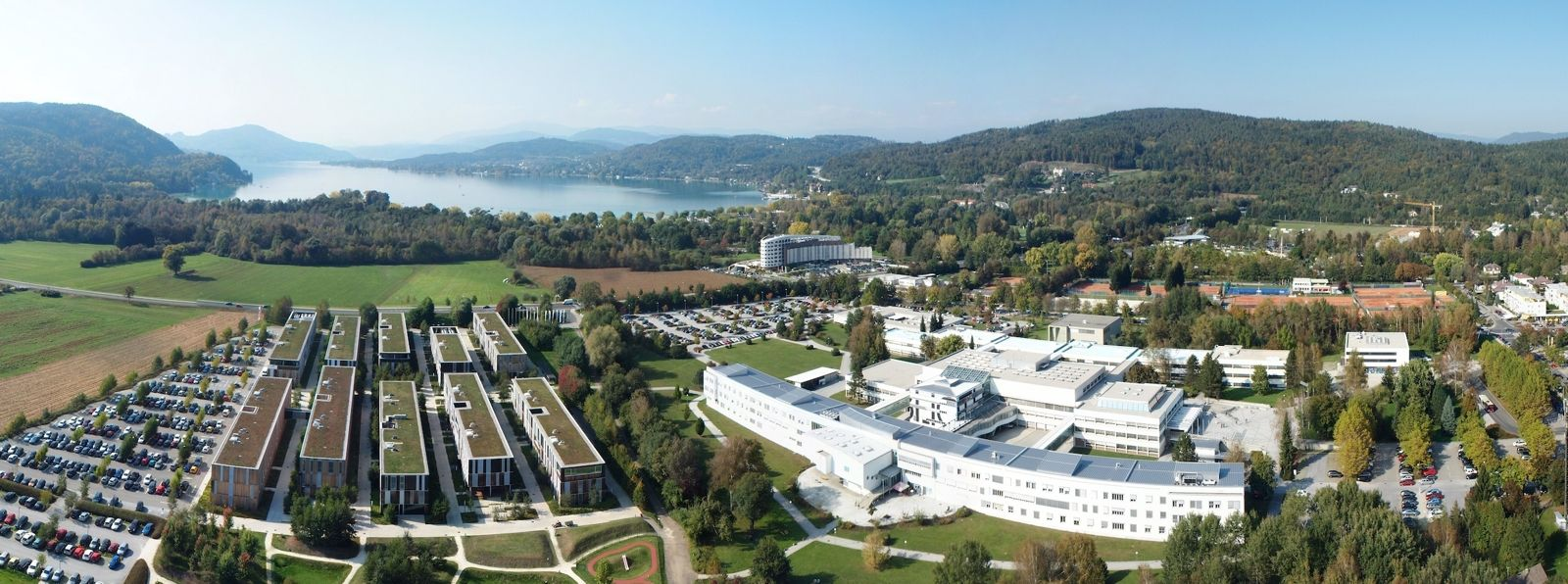
جامعة كلاغنفورت ومتنزه ليكسايد للعلوم والتكنولوجيا المجاور

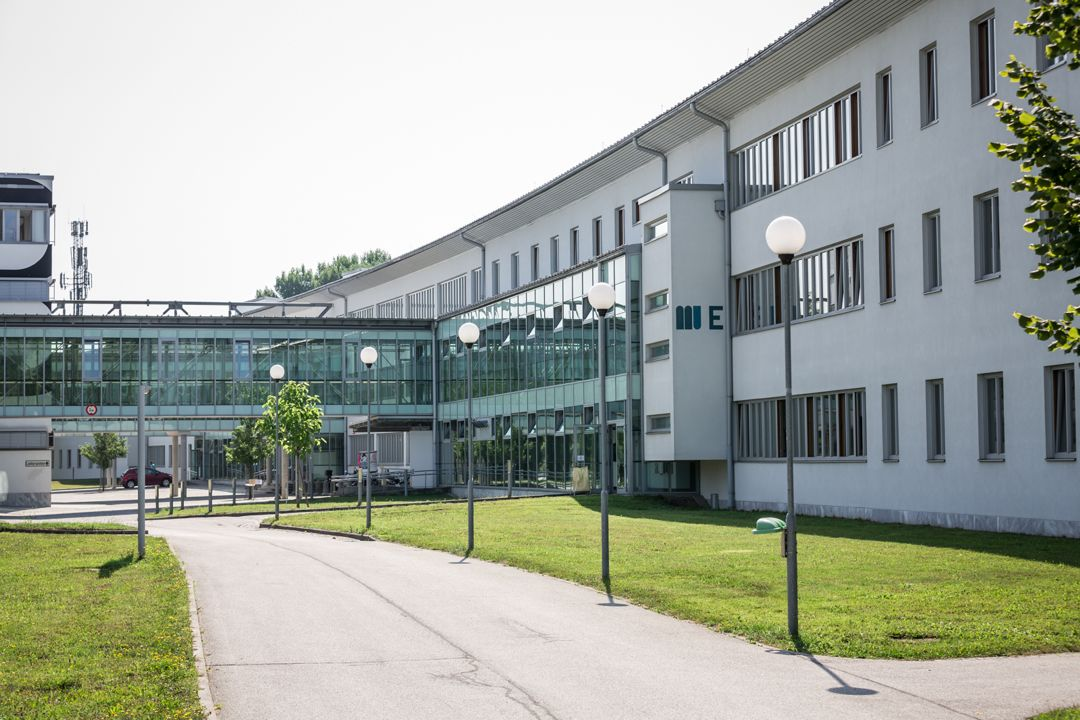
الجناح الجنوبي (من الغرب)

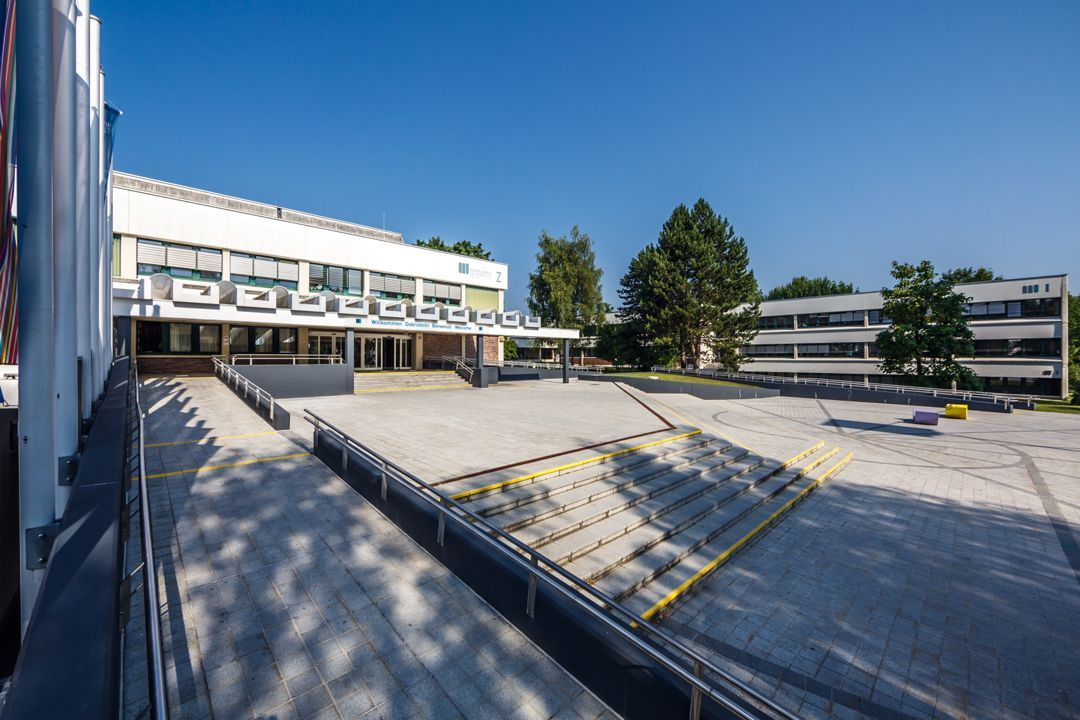
المدخل الرئيسي (2015)

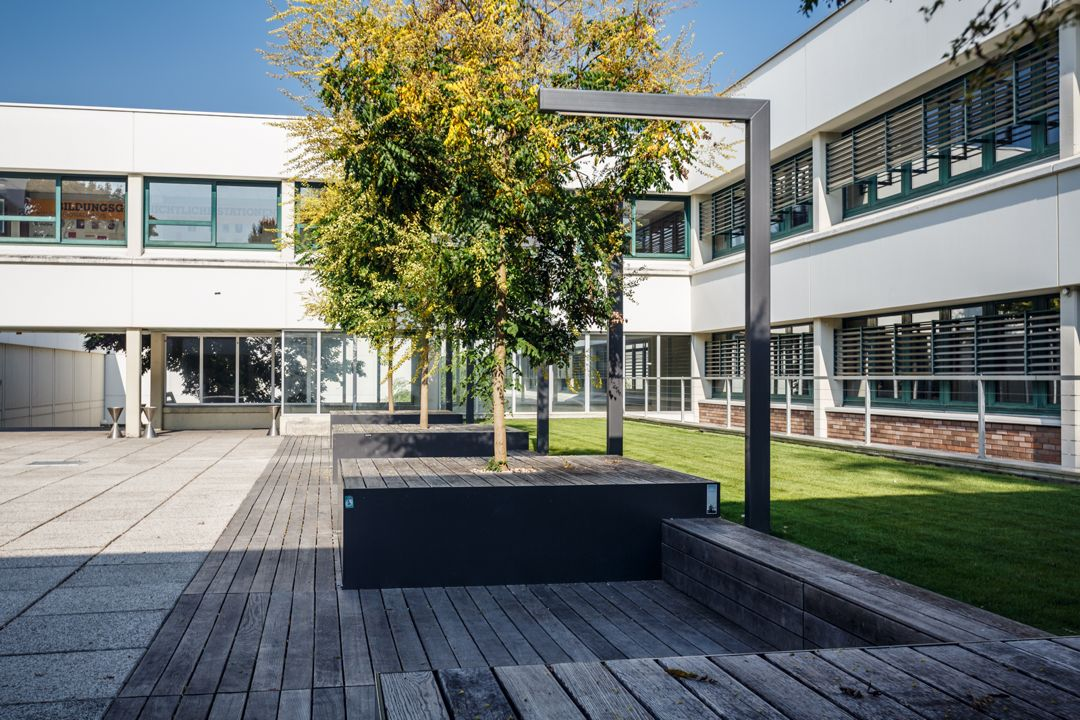
فناء بين الجناح المركزي والجناح الشمالي (2015)

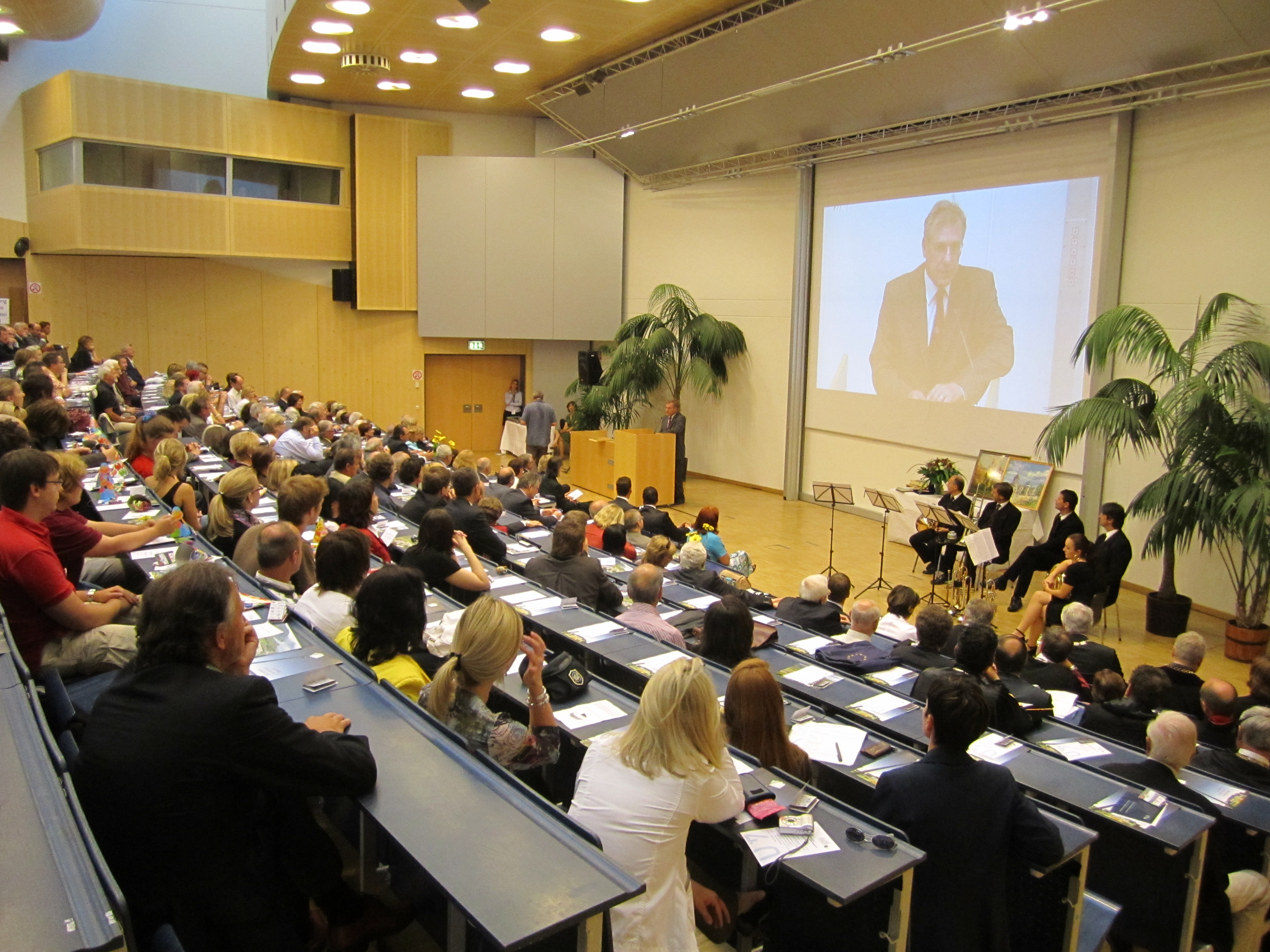
الاحتفالات بالذكرى الأربعين ، 2010 ، القاعة القصوى

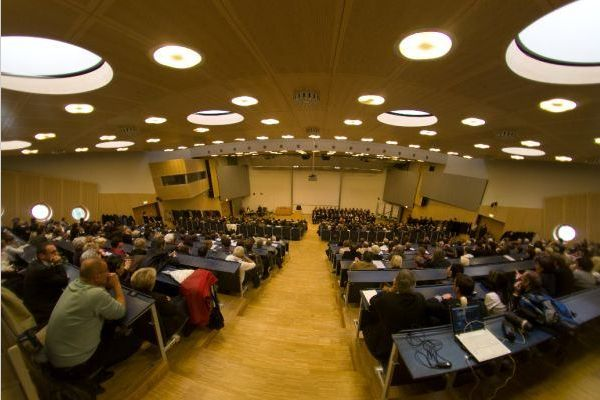
القاعة القصوى

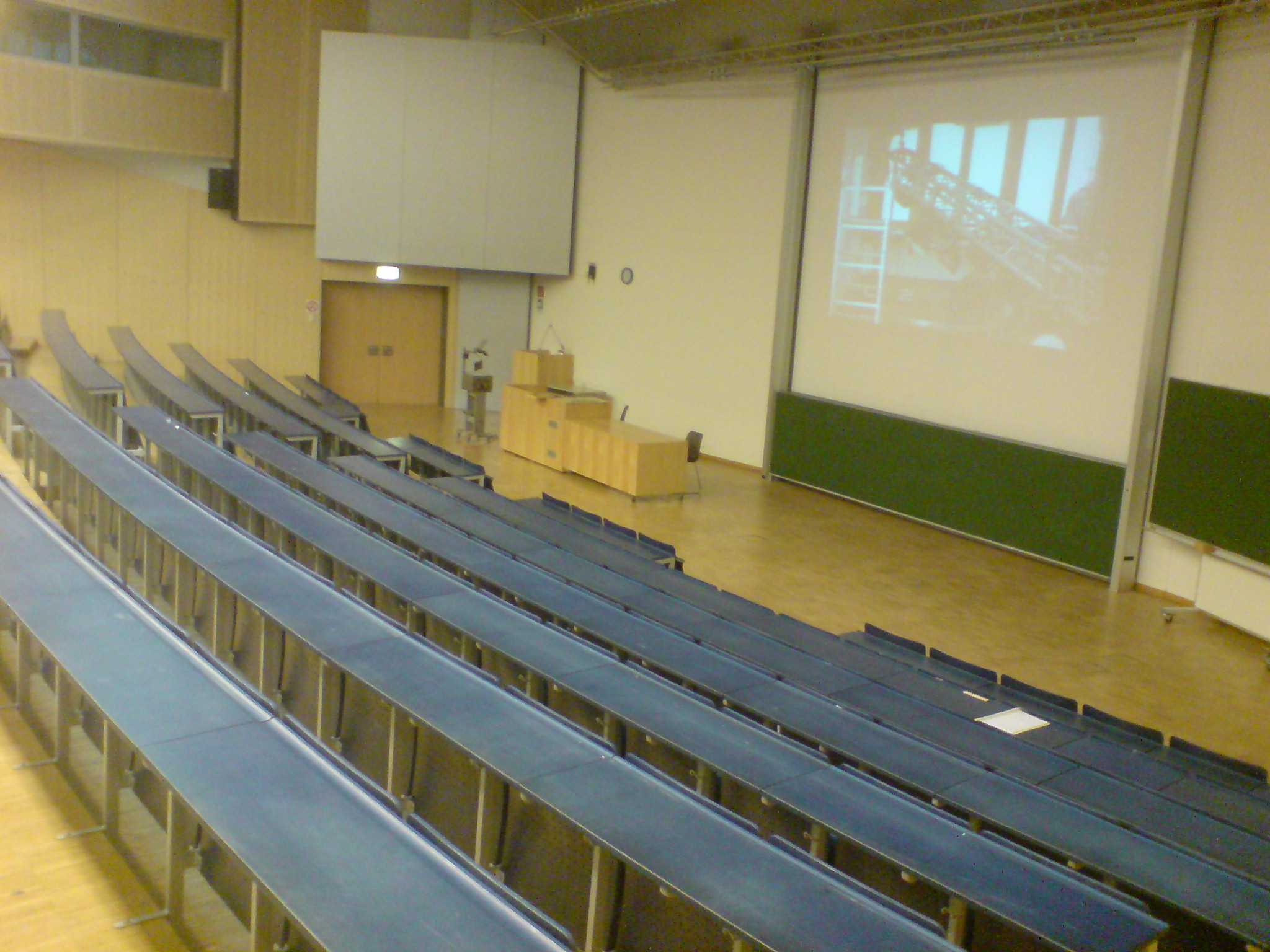
القاعة القصوى

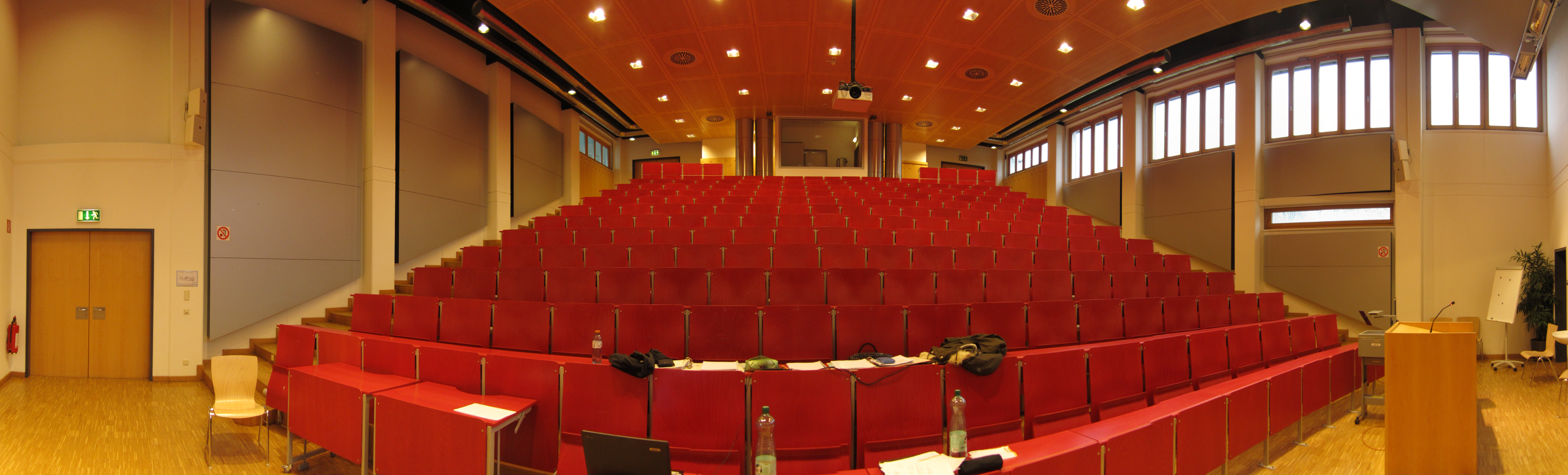
قاعة المحاضرات ب

## الكليات والأقسام

### كلية العلوم الإنسانية
تضم كلية العلوم الإنسانية حاليًا 11 قسمًا ومركزًا للكلية. طموحهم المشترك ، إلى جانب القيام ببحوث محددة في مجال التخصص، هو تعزيز التعددية اللغوية والتعليم بين الثقافات، مع التركيز بشكل خاص على منطقة جبال الألب الأدرياتيكية.
- قسم اللغة الإنجليزية والدراسات الأمريكية
- قسم التحليل الثقافي
- قسم العلوم التربوية والبحثية
- قسم الدراسات الألمانية
- قسم التاريخ
- قسم علوم الإعلام والاتصالات
- قسم الفلسفة
- قسم علم النفس
- قسم الدراسات الرومانسية
- قسم الدراسات السلافية
- معهد روبرت موسيل للدراسات الأدبية
- مركز كلية لغة الإشارة والتواصل لضعاف السمع

### كلية الإدارة والاقتصاد
تركز كلية الإدارة والاقتصاد على إدارة الأعمال التطبيقية مع تعزيز الروابط متعددة التخصصات مع القانون وعلم الاجتماع والاقتصاد والجغرافيا الموجهة للتطبيق. ضمن هذه التخصصات تركز الكلية على مجالات البحث والتطوير والتعليم والاستشارات في المجالات التي تتفاعل فيها العوامل الثقافية والتجارية والاجتماعية. 
- قسم إدارة الأعمال
- قسم الاقتصاد
- قسم الإدارة المالية
- قسم إدارة الابتكار وريادة الأعمال
- قسم الإنتاج والطاقة وإدارة البيئة
- قسم الإدارة العامة، غير الربحية، والإدارة الصحية
- قسم علم الاجتماع
- قسم الجغرافيا والدراسات الإقليمية
- قسم القانون

### كلية العلوم التقنية
كلية العلوم التقنية مكرسة للبحث والتدريب في مجالات المعلوماتية وتكنولوجيا المعلومات والرياضيات التقنية. تأسست الكلية في يناي 2007 وحلت محل كلية الاقتصاد وإدارة الأعمال والمعلوماتية وأنشأت قسما حديثًا لتكنولوجيا المعلومات والاتصالات. يرأس الكلية دين جيرهارد فريدريش (المعلوماتية) ونائب العميد كليمنس هيوبرغر (رياضيات). يحوي تسعة أقسام ويقدم أربعة برامج للحصول على درجة البكالوريوس وأربعة برامج لدرجة الماجستير وبرنامجين لتدريب المعلمين وبرنامجين للدكتوراه.
- قسم المعلوماتية التطبيقية
- قسم التربية المعلوماتية
- قسم نظم المعلوماتية
- قسم تكنولوجيا المعلومات
- قسم الرياضيات
- قسم تعليم الرياضيات
- قسم النظم الشبكية والمدمجة
- قسم تقنيات النظم الذكية
- قسم الاحصاء

يتعاون مجال البحث الخاص «الأنظمة الشبكية ذاتية التنظيم» عن كثب مع معهد الأبحاث ليكسايد لابز . 

### كلية الدراسات متعددة التخصصات
تقوم كلية الدراسات متعددة التخصصات بتطوير واختبار وتقييم الأفكار المبتكرة في المجالات الأكاديمية للبحث والتدريب والتنظيم. تهدف الكلية إلى معالجة مجالات المشكلات الاجتماعية السائدة عن طريق إنشاء عمليات بحث وتعلم كافية.
- قسم التطوير التربوي والمدرسي
- قسم العلوم و الدراسات التكنولوجية
- قسم علوم الاتصال وبحوث التعليم العالي

## مراكز الجامعة
- مركز دراسات المرأة والجنس
- مركز أبحاث العصر الرقمي
- كارل بوبر كوليج
- كلية الإدارة والتطوير التنظيمي والتكنولوجيا
- مدرسة التربية
- يونيكوم (المركز الثقافي الجامعي)

## الدكاترة الفخريون
- هانز ألبرت (2007)
- مانفريد بوكيلمان (2013)
- جوزيف بوتنجر (1977)
- كارل كورينو (2014)
- بيتر إيتشهورن (2003)
- هيلموت إنجلبريتش (1984)
- هرتا فيرنبرغ (1980)
- أدولف فريس (1982)
- جيردا فروهليش (1995)
- مانفريد ماكس جيرينج (1992)
- أرنست فون (1997)
- جورج غوتلوب (2016)
- مايكل جوتنبرونر (1994)
- مايا هديرلاب (2012)
- بيتر هاندكه (2002)
- أدولف هول (2000)
- يوهانس هوبر (2017)
- سيغموند كريب (1998)
- ماريا لاسنيج ( 1999/2013 ) [7]
- كلاوديو ماجريس (1995)
- إيوالد نوفوتني (2008)
- فالنتين عمان (1995)
- بول بارين (1995)
- فولفغانغ بيتريتش (2013)
- ثيودور بيفل - بيريفيتش (1977)
- جانكو بلتريسكي (1994)
- فولفغانغ بوشنيغ (2004)
- جوزيف راتنر (2006)
- سيغفريد ج. شميدت (2004)
- كلاوس تشيرا (1995)
- بيتر توريني (2010)
- أوزوالد وينر (1995)
- هورست وايلدمان (2003)
- جوزيف وينكلر (2009)

## روابط خارجية
- موقع جامعة كلاغنفورت
- مركز الجامعة الرياضي